# 주세페 밀라노
주세페 밀라노(이탈리아어: Giuseppe Milano dʒuˈzɛppe miˈlaːno[*]; 1887년 9월 26일, 롬바르디아 주 만토바 ~ 1971년 5월 13일, 피에몬테 주 베르첼리)는 이탈리아의 전 축구 선수이자 감독으로 현역 선수 시절 미드필더로 활약했다. 그는 현역 시절 전부를 프로 베르첼리에서만 보냈다. 그는 국가대항전에서 이탈리아 국가대표팀 일원으로 1912년 하계 올림픽에 참가했었다.